# Orthotaenia
Orthotaenia là một chi bướm đêm thuộc phân họ Olethreutinae, họ Tortricidae Tortricidae.

## Các loài
- Orthotaenia secunda Falkovitsh, 1962
- Orthotaenia undulana ([Denis & Schiffermuller], 1775)